# Groupe des indépendants d'outre-mer
Pour les articles homonymes, voir IOM.
Le groupe des indépendants d'outre-mer (IOM) regroupe, sous la Quatrième République, des députés élus des colonies françaises non apparentés aux divers partis politiques nationaux. Le groupe est créé par Léopold Sédar Senghor.